# 라이언 흐라번베르흐
라이언 지로 흐라번베르흐(네덜란드어: Ryan Jiro Gravenberch, 2002년 5월 16일 ~ )는 네덜란드의 축구 선수로, 현재 프리미어리그의 리버풀 소속이다. 포지션은 미드필더이다.

## 국가대표 경력
2023년 3월 17일, 흐라번베르흐는 3월 25일, 27일에 있을 노르웨이 U-21 축구 국가대표팀과 체코 U-21 축구 국가대표팀과의 경기에 참가하는 네덜란드 U-21 축구 국가대표팀에 소집되었다. 그러나 2023년 3월 23일, 흐라번베르흐는 네덜란드 축구 국가대표팀 소속 5명의 바이러스 감염 부상으로 인한 대표팀 하차 공백을 메우기 위해 성인 대표팀으로 재소집되었다.

## 수상

#### 아약스
- 에레디비시 : 2018–19, 2020–21, 2021–22
- KNVB컵 : 2018–19, 2020–21

#### 바이에른 뮌헨
- 분데스리가 : 2022-23
- DFL 슈퍼컵 : 2022

#### 리버풀 FC
- EFL컵 : 2023-24

#### 네덜란드
- UEFA U-17 유로 : 2018

### 개인
- 에레디비시 올해의 재능 : 2020-21
- 에레디비시 이 달의 선수 : 21년 3월